# ドロシー・ニッカーソン
ドロシー・ニッカーソン（英: Dorothy Nickerson、1900年8月5日 - 1985年4月25日）は、色の品質管理、測色法の技術的使用、色刺激と色知覚の関係、光源の標準化、色許容仕様などの分野で重要な貢献をしたアメリカの色彩学者である。

## 背景
ドロシー・ニッカーソンは1900年8月5日に生まれ、ボストンで育った。1919年にボストン大学に入学し、1923年にジョンズ・ホプキンス大学に入学した。彼女は、ハーバード大学、ジョージワシントン大学、および米国農務省の大学院で夏期コースと大学の延長で学んだ。彼女の特別な関心は、当時大きな発展を遂げていた色彩科学だった。

## 業績

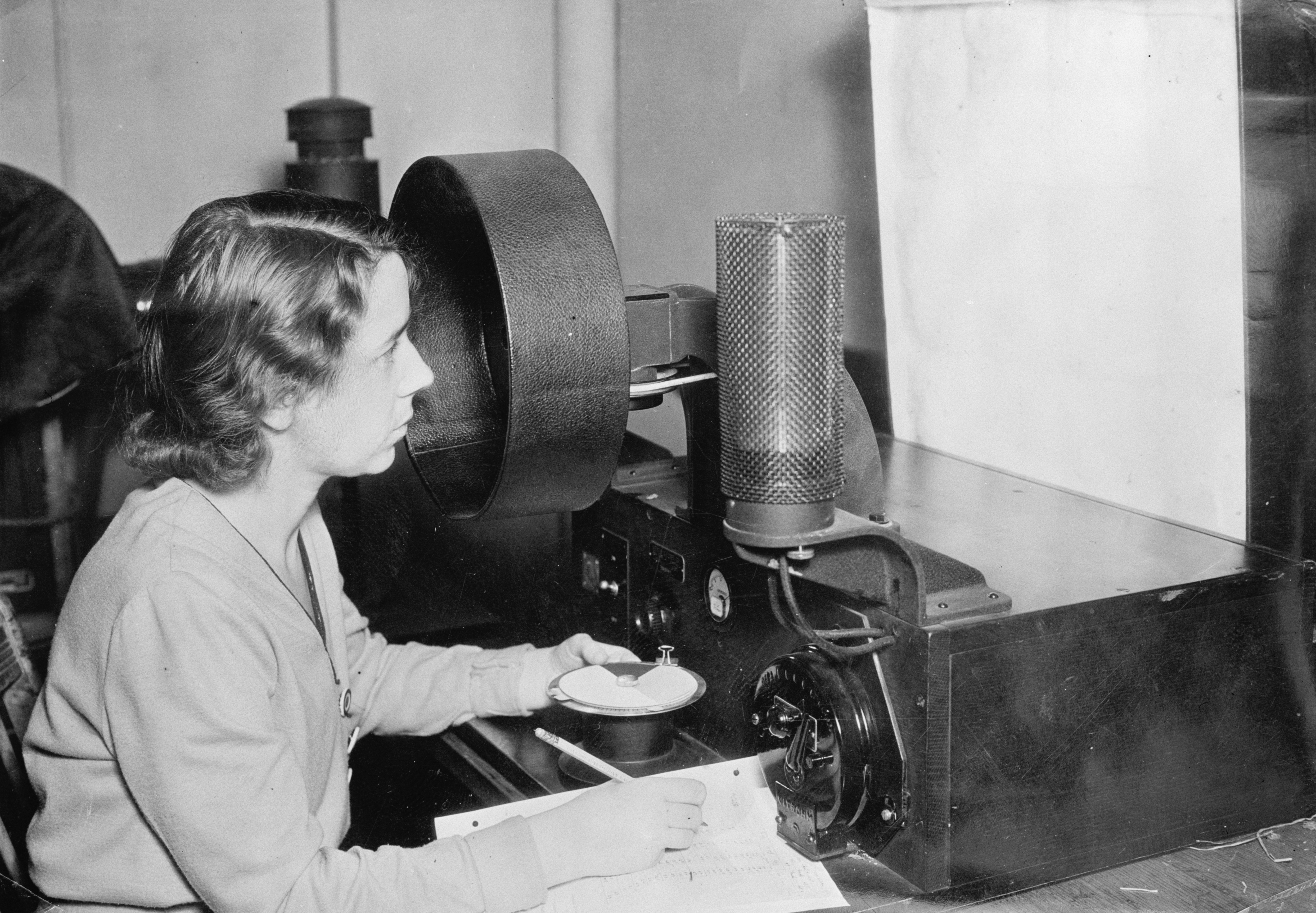
綿のシートの色を測定するニッカーソン(1938)

1921年、ニッカーソンは、1918年に父親から会社を引き継いだA.E.O.マンセルの研究所助手兼秘書としてマンセルカラーカンパニーに入社した。1922年にニューヨークに移転し、1923年にはボルチモアに移転した。
1927年、ニッカーソンはアメリカ合衆国農務省(USDA)での職をオファーされ、1964年に引退するまで務めた。彼女が入った当時、色彩科学とテクノロジーは、工業的に使われるようになった一方、国際的な基準はなかった。ニッカーソンは、農業および工業環境での技術と使用の開発に尽力した。
ニッカーソンは1942年からマンセルカラー財団の理事を務め、1973年から1975年まで会長を務め、1983年に財団をロチェスター工科大学に移管し、当時の新しいマンセルカラーサイエンス研究所に資金を提供した。

### 農産物の色彩品質管理
1920年代後半、ニッカーソンは、木綿やその他の農産物の色品質を定義するためのディスクカラー混合物の使用と、ディスク混合物データのCIE 1931 色空間への変換に取り組んだ。

### 色評価と演色性のための光源の標準化
1930年代後半の主な職業は、色の品質を視覚的に評価するための定義された光源の開発だった。その後、照明の演色性を定義するための標準的な方法の開発と推進にも積極的に取り組んだ。

### 色許容範囲の仕様
1936年、ニッカーソンは、マンセルの色相、彩度、および明度スケール値の増分の追加に基づいて、工業用の最初の色差式を発表しました。1943年、ニューホールと共に、彼女は知覚的にほぼ均等な物体の色固体の3次元の現実的な表現を発表しました。1944年に、彼女のアシスタントK.F.シュトルツと一緒に、彼女はアダムス-ニッカーソン-スタルツの式として知られている色差式を発表し、それは最終的に修正された形でCIE 1976 L*a*b*(CIELAB)色空間と色差式となった。

### 修正マンセル表色系
1940年、アメリカ光学会(OSA)の技術委員会は、マンセル表色系とCIE表色系におけるその定義の研究を開始した。ニッカーソンはこの取り組みの重要な参加者だった。委員会の最終報告書は、S.M.ニューホール、ニッカーソン、ディーン・B・ジャッドによって作成され、その結果は「修正マンセル表色系」として知られており、現在のマンセル表色系となっている。ニッカーソンは、今日出版に残っているCIE色度図のマンセルカラーのプロットを準備した。

### カラーチャート
1940年代半ば、ニッカーソンは土壌の色を評価する方法に積極的であり、その努力は今日でも使用されているマンセル土壌カラーチャートに表れている。1957年、マンセルは園芸用のカラーチャートであるニッカーソンカラーファンを発行した。ニッカーソンは、OSA Uniform Color Scalesを開発したOSA委員会の委員長であるジャッドと協力して、委員会のメンバーとしても25年以上にわたってその取り組みに貢献し、システムの開発の詳細な歴史を書いた。

### 業界団体
ニッカーソンは、アメリカ光学会(OSA)、国際照明委員会(CIE)の米国国内委員会、ISCC(Inter-Society Color Council)、国際色彩学会(AIC)、北米照明工学会(IESNA)など、色に関連する国内および国際協会のメンバーであった。

## 受賞歴
- ISCC: 1931年、ニッカーソンはISCCの最初の個人メンバーとなり、生涯メンバーであった。1961年にはゴッドラブ賞を受賞。1983年、ニッカーソンの名を冠したニッカーソンサービス賞が創設された。
- OSA: 1959年、ニッカーソンは、クリスティン・ラッド・フランクリン（英語版）、シャーロット・ムーア＝シタリー、ガートルード・ランド（英語版）、ルイーズ・L・スローン（英語版）、メアリー・E・ワルガの5人の女性とともに、OSAのフェローの第1期生の一員となった。
- IESNA: 1970年、ニッカーソンはIESNAの金メダルを受賞した。
- AIC: 1975年、ニッカーソンは国際色彩学会（AIC）から第1回ジャッド賞を受賞した。